# Wilhelmkleinita
La wilhelmkleinita és un mineral de la classe dels fosfats, que pertany al grup de la lazulita. Rep el seu nom de Wilhelm Klein (1889-1939), cap de mines a Namíbia, qui va realitzar la primera col·lecció sistemàtica de minerals de la mina Tsumeb.

## Característiques
La wilhelmkleinita és un arsenat de fórmula química ZnFe3+
2(AsO₄)₂(OH)₂. Va ser aprovada com a espècie vàlida per l'Associació Mineralògica Internacional l'any 1997. Cristal·litza en el sistema monoclínic. La seva duresa a l'escala de Mohs és 4,5.
Segons la classificació de Nickel-Strunz, la wilhelmkleinita pertany a «08.BA: Fosfats, etc. amb anions addicionals, sense H₂O, només amb cations de mida mitjana, (OH, etc.):RO₄ sobre 1:1» juntament amb els següents minerals: ambligonita, montebrasita, tavorita, triplita, zwieselita, sarkinita, triploidita, wagnerita, wolfeïta, stanĕkita, joosteïta, hidroxilwagnerita, arsenowagnerita, holtedahlita, satterlyita, althausita, adamita, eveïta, libethenita, olivenita, zincolibethenita, zincolivenita, auriacusita, paradamita, tarbuttita, barbosalita, hentschelita, latzulita, scorzalita, trol·leïta, namibita, fosfoel·lenbergerita, urusovita, theoparacelsita, turanita, stoiberita, fingerita, averievita, lipscombita, richel·lita i zinclipscombita.

## Formació i jaciments
Va ser descoberta a la mina Tsumeb, que es troba a la regió d'Otjikoto, a Namíbia. Aquest indret, la seva localitat tipus, és l'únic lloc on ha estat trobada aquesta espècie mineral.